# نعمه
نَعْمه (عبری: נַעֲמָה) یکی از نوادگان قابیل بود که نامش در پیدایش ۴:۲۲ کتاب مقدس عبری آمده‌است. نعمه تنها دختر و کوچک‌ترین فرزند لَمَک و صِلّه است که نامی از او ذکر شده.
توبال قاین برادر او بود که دو برادر ناتنی به نام‌های یابال و یوبال (از عاده، همسر دیگر لمک) داشت.